# Dodatki do zasiłku rodzinnego
Dodatki do zasiłku rodzinnego – część składowa świadczeń rodzinnych. Poszczególne dodatki do zasiłku rodzinnego mają różny charakter: w większości wypłacane są na określony czas (okres zasiłkowy), ale również jednorazowo (dodatek z tytułu urodzenia dziecka) lub raz w ciągu pewnego okresu (dodatek z tytułu rozpoczęcia roku szkolnego).
Otrzymanie dodatków do zasiłku rodzinnego uzależnione jest od posiadania prawa do zasiłku rodzinnego.
Dodatki do zasiłku rodzinnego z tytułu:
- urodzenia dziecka, przysługują jednemu z rodziców dziecka, opiekunowi prawnemu w wieku do ukończenia przez dziecko pierwszego roku życia, wysokość dodatku 1000 zł,
- opieki nad dzieckiem w okresie korzystania z urlopu wychowawczego, przysługuje matce lub ojcu, opiekunowi faktycznemu lub opiekunowi prawnemu dziecka, jeżeli dziecko pozostaje pod jego faktyczną opieką, uprawnionemu do urlopu wychowawczego przez okres nie dłuższy niż 24 miesiące lub 36 miesięcy (jeżeli sprawuje opiekę nad więcej niż jednym dzieckiem urodzonym podczas jednego porodu), lub 72 miesięcy (jeżeli sprawuje opiekę nad dzieckiem niepełnosprawnym); wysokość dodatku – 400 zł miesięcznie,
- samotnego wychowywania dziecka przysługuje samotnie wychowującym dziecko matce, ojcu, opiekunowi faktycznemu albo opiekunowi prawnemu dziecka, jeżeli nie zostało zasądzone świadczenie alimentacyjne na rzecz dziecka od drugiego z rodziców dziecka, ponieważ: drugi z rodziców dziecka nie żyje, ojciec dziecka jest nieznany, powództwo o ustalenie świadczeń alimentacyjnych od drugiego z rodziców zostało oddalone; dodatek może być wypłacony maksymalnie na dwoje dzieci w rodzinie; wysokość dodatku wynosi 170 zł miesięcznie na dziecko, a w przypadku dziecka niepełnosprawnego kwotę dodatku zwiększa się o 80 zł,
- wychowywania dziecka w rodzinie wielodzietnej, przysługuje na trzecie i następne dzieci w rodzinie uprawnione do zasiłku rodzinnego; wysokość dodatku wynosi 80 zł miesięcznie na dziecko,
- kształcenia i rehabilitacji dziecka niepełnosprawnego, przysługuje na pokrycie zwiększonych wydatków związanych z rehabilitacją lub kształceniem dziecka posiadającego orzeczenie o niepełnosprawności (wydane dla dziecka w wieku do 16. roku życia) orzeczenie o umiarkowanym lub znacznym stopniu niepełnosprawności (wydane dla dziecka w wieku powyżej 16. roku życia); wysokość dodatku wynosi: 60,00 zł na dziecko do 5 roku życia, 80,00 zł na dziecko powyżej 5. roku życia,
- rozpoczęcia roku szkolnego, przysługuje na częściowe pokrycie wydatków związanych z rozpoczęciem w szkole nowego roku szkolnego lub rocznego przygotowania przedszkolnego; wysokość dodatku wynosi 100 zł na dziecko – jednorazowo,
- podjęcia przez dziecko nauki w szkole poza miejscem zamieszkania:
  - w związku z zamieszkiwaniem dziecka w miejscowości, w której znajduje się siedziba szkoły ponadpodstawowej, szkoły artystycznej, a także szkoły podstawowej w przypadku dziecka legitymującego się orzeczeniem o niepełnosprawności lub stopniu niepełnosprawności, wysokość dodatku wynosi 90,00 zł,
  - w związku z dojazdem z miejsca zamieszkania do miejscowości, w której znajduje się szkoła ponadpodstawowa, szkoła artystyczna (gdzie realizowany jest program odpowiadający nauce w szkole ponadpodstawowej), wysokość dodatku wynosi 50,00 zł.